# 亮毛红豆
亮毛红豆（学名：Ormosia sericeolucida）为豆科红豆属下的一个种。

## 扩展阅读
- 維基物種上的相關：亮毛红豆